# Myrceugenia chrysocarpa
Myrceugenia chrysocarpa är en myrtenväxtart som först beskrevs av Otto Karl Berg, och fick sitt nu gällande namn av Eberhard Max Leopold Kausel. Myrceugenia chrysocarpa ingår i släktet Myrceugenia och familjen myrtenväxter. Inga underarter finns listade i Catalogue of Life.